# Guglielmo Jervis (antifascista)
Guglielmo Jervis, detto Willy (Napoli, 31 dicembre 1901 – Villar Pellice, 5 agosto 1944), è stato un antifascista e ingegnere italiano, insignito della medaglia d'oro al valor militare alla memoria.

## Biografia
Guglielmo Jervis nacque a Napoli il 31 dicembre 1901, primo figlio di Bianca Quattrini e Tomaso Jervis. La madre apparteneva a una famiglia valdese di origini elbane. Il padre, di professione ingegnere e anch'egli valdese, aveva origini britanniche; la sua famiglia si era trasferita in Italia nel 1860.
Jervis studiò a Torino, a Firenze e al politecnico di Milano, dove si laureò in ingegneria nel 1925. Tra il 1925 e il settembre 1926 prestò servizio nell'esercito, da cui si congedò con il grado di sottotenente. Richiamato per il servizio militare nel 1930, fu promosso tenente.
Fu dunque assunto dalla ditta milanese Frigidaire, attiva nella produzione di frigoriferi, presso la quale lavorò per sei anni. Nel 1934 passò alla Olivetti, con mansioni di ingegnere e impiegato tecnico. Fu dapprima nominato direttore dello stabilimento di Bologna e poi, nel 1935, chiamato nello stabilimento centrale di Ivrea come direttore della scuola per apprendisti meccanici.
Nel frattempo, Jervis fu attivo nel movimento giovanile valdese, collaborando, a partire dal 1931, con il pastore Giovanni Miegge alla redazione della rivista Gioventù Valdese. Nel 1932 sposò Lucilla Rochat, e la coppia ebbe tre figli. Il primogenito Giovanni è stato un importante psichiatra, fra i promotori della legge Basaglia.
Dopo l'armistizio di Cassibile, aderì alla resistenza partigiana nella zona di Ivrea. Jervis era anche un abile alpinista e accompagnò più volte gruppi di profughi ebrei e di sbandati in Svizzera, dove entrò in contatto con le forze armate del Regno Unito. Ricercato dai nazifascisti, nel novembre del 1943 dovette fuggire da Ivrea, per rifugiarsi in val Pellice, dove proseguì l'attività partigiana, tra le file di Giustizia e Libertà, con il nome di battaglia di "Willy". Organizzò il primo lancio di armi per la resistenza sulle Alpi Occidentali.
L'8 marzo 1944 partì da Torre Pellice alla volta di Torino, in possesso di una piccola quantità di esplosivo e di alcune relazioni di sabotaggio dei GAP. La mattina dell'11 marzo fu fermato da una pattuglia delle SS sul ponte di Bibiana, poiché sprovvisto dei documenti di circolazione della sua motocicletta. Portato in caserma, Jervis, prima dell'interrogatorio, tentò di disfarsi del materiale compromettente, che venne però trovato dai nazifascisti. Jervis fu dunque rinchiuso nelle Carceri Nuove di Torino in attesa di fucilazione. Torturato a lungo, non rivelò alcuna informazione; nel suo silenzio fu anzi di esempio per i compagni di prigionia e scrisse lettere clandestine alla moglie.
Alcuni tentativi di liberarlo da parte dei GAP di Torino fallirono e così, nella notte fra il 4 e il 5 agosto, Jervis e altri quattro partigiani furono portati nella piazza principale di Villar Pellice, dove vennero fucilati. Il corpo di Jervis fu poi impiccato, a scopo di monito. Vicino alla salma fu in seguito ritrovata una Bibbia tascabile, sulla quale Jervis, durante la prigionia, aveva inciso con uno spillo:
Dopo la sua morte, Adriano Olivetti si offrì di mantenere la famiglia di Jervis; l'industriale considerava infatti il suo dipendente caduto sul lavoro e chiese alla vedova Lucilla Rochat «l'onore di provvedere» a lei ed ai figli. Nel 1950, Jervis è stato decorato alla memoria con la medaglia d'oro al valor militare.

## Riconoscimenti
Alla memoria di Guglielmo Jervis sono dedicati due rifugi alpini:
- il rifugio Guglielmo Jervis nella valle dell'Orco, sul territorio comunale di Ceresole Reale.
- il rifugio Willy Jervis in val Pellice, a Bobbio Pellice.

La piazza di Villar Pellice dove Jervis fu fucilato porta oggi il suo nome. A Ivrea gli è stata intitolata la via dove sorge la sede storica della Olivetti.